# Dijir
Dijir – wieś w Rumunii, w okręgu Bihor, w gminie Abram. W 2011 roku liczyła 282
mieszkańców.